# Metro-North Railroad

Liniennetz der Metro-North Railroad

Metro-North Railroad ist ein Eisenbahnunternehmen in den Bundesstaaten New York, Connecticut und New Jersey der Vereinigten Staaten von Amerika. Es besitzt und betreibt Reisezüge, die es im Ballungsraum New York einsetzt. Es besitzt bzw. betreibt Eisenbahnstrecken und Bahnhöfe. Das Bedienungsgebiet erstreckt sich von New York City und von Hoboken (New Jersey) in nördlich gelegene Städte und Vororte.

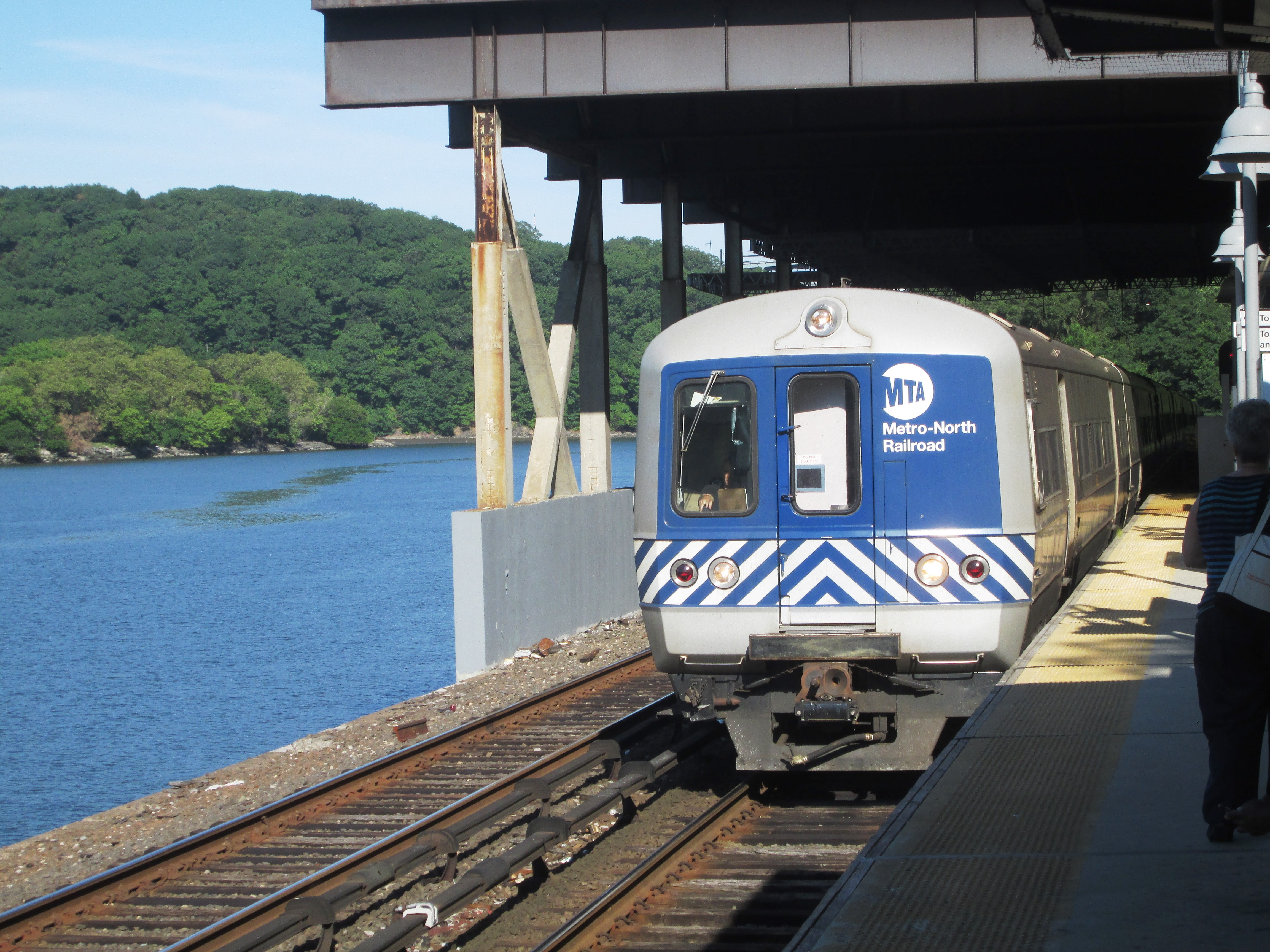
Metro-North-Triebwagen im Bahnhof Marble Hill am Harlem River

Metro-North hat fünf Hauptlinien, die nach ihrem Verlauf östlich oder westlich des Hudson River eingeordnet werden. Befahren werden 383 Meilen (616 Kilometer) Linienlänge auf 787 Meilen (1267 Kilometer) Gleislänge, bedient werden 123 Bahnhöfe.:32:171
Das Unternehmen wurde 1983 gegründet und hatte 6709 Beschäftigte im Januar 2025.:13 Es ist eine Tochtergesellschaft der staatlichen New Yorker Verkehrsgesellschaft Metropolitan Transportation Authority (MTA) und führt den Markennamen MTA Metro-North Railroad. Der Firmenname Metro-North Commuter Railroad Company:7 wurde bis in die 1990er Jahre auch im öffentlichen Auftritt verwendet. Präsident der Metro-North Railroad ist seit April 2025 Justin Vonashek.
Die Bedienung in Connecticut erfolgt im Auftrag der Verkehrsbehörde Connecticut Department of Transportation (ConnDOT). Der Betrieb in New Jersey erfolgt im Auftrag der staatlichen Verkehrsgesellschaft New Jersey Transit in Zusammenarbeit mit der Metropolitan Transportation Authority und beinhaltet die Bereitstellung von Zügen, die vom Eisenbahnunternehmen NJ Transit Rail Operations mit eigenem Personal betrieben werden. Metro-North betreibt überdies Verkehrsstationen im Bundesstaat New York, an denen Züge von New Jersey Transit halten.

## Geschichte
1971 begannen die Staaten New York und Connecticut, den Nahverkehr der Eisenbahngesellschaft Penn Central Transportation (PC) auf der von ihr 1969 übernommenen Strecke der ehemaligen New York, New Haven and Hartford Railroad nach New Haven (Connecticut) zu subventionieren. Die Trackage Rights (Streckennutzungsrechte) wurden von beiden Bundesstaaten erworben. Ein Jahr später wurden auch die PC-Vorortlinien der ehemaligen New York Central Railroad nach Brewster (Harlem Line) und Poughkeepsie (Hudson Line) finanziell unterstützt. Diese Strecken wurden von PC durch den Bundesstaat geleast. Die Linien auf diesen drei Strecken beginnen im in Manhattan gelegenen Grand Central Terminal, das ebenfalls als Leasing vom Staat New York übernommen wurde.
Die  Metro-North Commuter Railroad Company wurde 1983 ins Leben gerufen, als Conrail ihre im Northeast Corridor (deutsch Nordostkorridor) kobetriebenen Vorortverkehre an regionale Verkehrsverwaltungen abgab. Conrail war die überwiegend bundeseigene Auffanggesellschaft mehrerer in Konkurs gegangener privater Eisenbahngesellschaften im Nordosten der USA und agierte als integriertes Eisenbahn-Infrastruktur- und -Verkehrs-Unternehmen mit einem Gebietsmonopol. Gemäß dem Bundesgesetz Northeast Rail Service Act of 1981 sollte Conrail ab Jahresende 1982 keine Reisezugverkehre mehr betreiben, sondern sich auf den Schienengüterverkehr konzentrieren.
Dem Bundesgesetz folgend kaufte Metro-North den Streckenabschnitt des Northeast Corridor von New Rochelle bis zur Grenze zwischen den Bundesstaaten New York und Connecticut und kaufte ConnDOT den anschließenden Streckenabschnitt bis New Haven. Amtrak, die den restlichen Northeast Corridor besitzt, verkehrt auf diesen beiden Abschnitten auf Basis von Trackage Rights. Das Bundesgesetz Passenger Rail Investment and Improvement Act of 2008 (PRIIA) regelt die Kostenaufteilung beim Unterhalt des Northeast Corridor zwischen Amtrak, ConnDOT und Metropolitan Transportation Authority.

## Streckennetz

Schienenverkehr in Connecticut nach Betreiber (2024). Dunkelblau: Metro-North, Hellblau: Amtrak, Rot: CTRail

Die fünf Hauptlinien werden nach ihrem Verlauf östlich oder westlich des Hudson River eingeordnet.
Der „East of Hudson Service“ sind drei Linien vom Bahnhof Grand Central Terminal nach Poughkeepsie auf der Hudson Line, nach Wassaic (in der Town Amenia) auf der Harlem Line, sowie nach New Haven, New Canaan, Danbury und Waterbury auf der New Haven Line mit ihren drei Zweigstrecken. Diese Linien bedienen die Counties Westchester, Putnam und Dutchess in New York sowie Fairfield und New Haven in Connecticut.:15
Der „West of Hudson Service“ sind zwei Linien vom Bahnhof Hoboken Terminal nach Port Jervis auf der Port Jervis Line und nach Spring Valley (in der Town Ramapo) auf der Pascack Valley Line. Bedient werden die Counties Rockland und Orange in New York:15 und Bergen und Hudson in New Jersey.

### Grand-Central-Linien

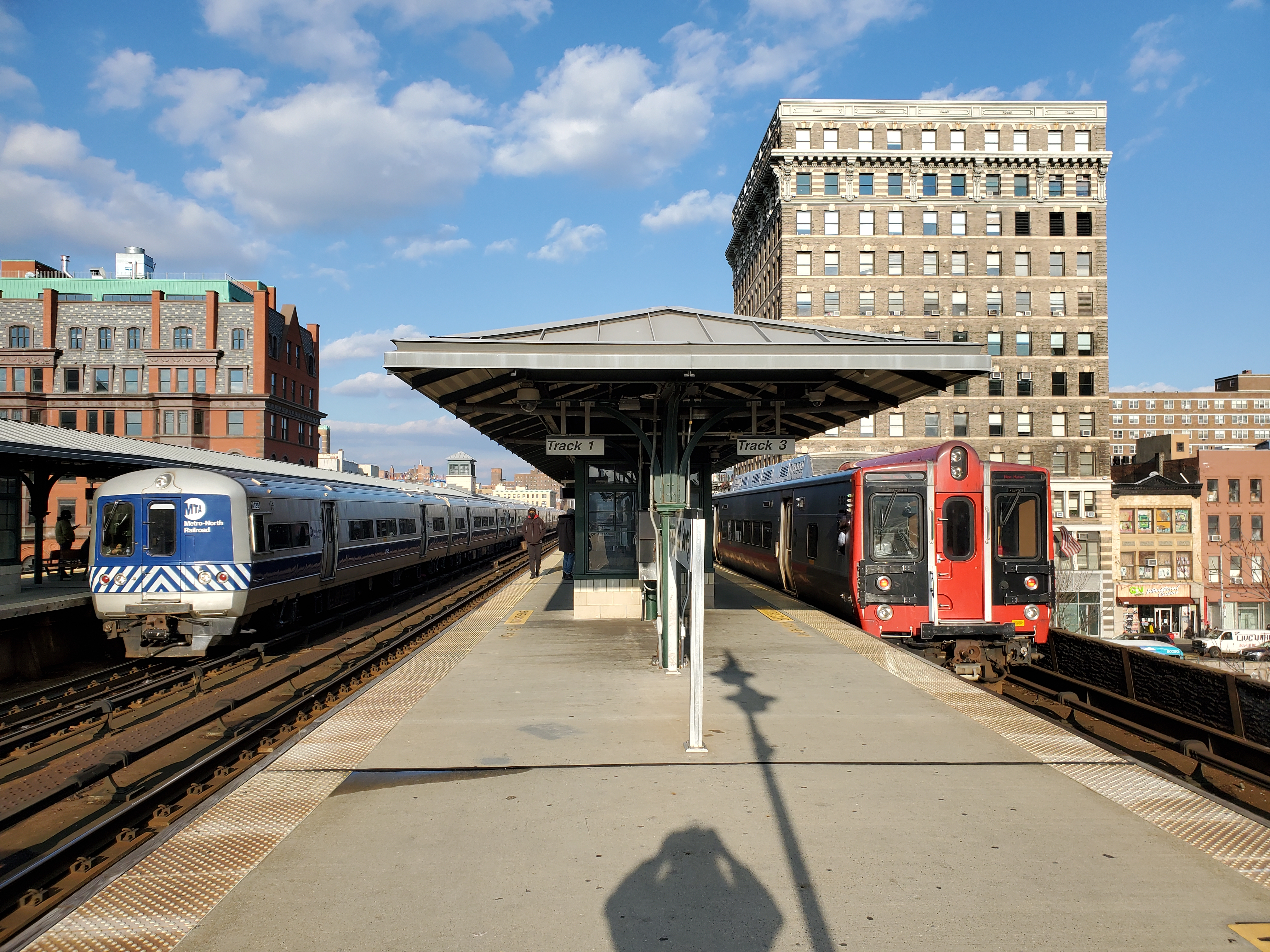
Zwei Metro-North-Züge in New York, links auf der Hudson Line, rechts der New Haven Line (2021)

Die drei vom Grand Central Terminal abgehenden Strecken sind mit von unten bestrichenen Stromschienen bei 750 Volt Gleichspannung elektrifiziert.
Die Hudson Line ist nur bis Croton-Harmon in Croton-on-Hudson elektrifiziert, die Harlem Line bis Southeast nördlich von Brewster. Die New Haven Line hingegen ist ab Pelham (westlich von New Rochelle) mit einer Oberleitung mit 12,5 kV Wechselspannung ausgestattet. Auch die Zweigstrecke nach New Canaan (Bahnstrecke Stamford–New Canaan) ist mit diesem System elektrifiziert.
Die von der New Haven Line abzweigenden Strecken nach Danbury (Bahnstrecke Danbury–Norwalk) und Waterbury (Bahnstrecke Bridgeport–Winsted) sind nicht elektrifiziert. Auf der Danbury-Zweigstrecke wurde die 1925 eingeweihte Oberleitung in den 1960er Jahren zurückgebaut.
Auf der New-Haven-Linie werden wegen des Wechsels des Stromsystems Triebwagen mit Zweisystemausrüstung eingesetzt. Bauähnliche Triebwagen mit reiner Gleichspannungsausrüstung fahren auf den anderen Linien. Die nicht elektrifizierten Strecken werden mit Wendezügen mit Diesellokomotiven bedient, bis in die 1990er Jahre auch mit kurzen Dieseltriebzügen. Zusätzlich gibt es so genannte One-Seat-Ride-Züge, die durchgehend bis zum Grand Central Terminal verkehren. Diese wurden 1982 eingeführt und bewirkten einen Fahrgastzuwachs von 38 Prozent.
Auf der New-Haven-Linie fahren auch Regional- und Acela-Züge der Amtrak sowie Güterzüge der Providence and Worcester Railroad. Amtrak-Züge des Empire Service zu den Niagarafällen benutzen die Hudson-Linie.
Durch East Side Access erhielt 2023 die Long Island Rail Road mit dem neuen Bahnhof Grand Central Madison am Grand Central Terminal eine Umsteigemöglichkeit, aber keine Gleisverbindung zu den Zügen der Metro-North.
Das Grundstück des Grand Central Terminal, die Hudson Line und Harlem Line wurden seit den 1980er Jahren durch Metro-North gepachtet und 2020 durch die Metropolitan Transportation Authority gekauft, die bereits den Abschnitt der Harlem Line nördlich Dover Plains besaß. Die Immobilien gehörten ab 2006 einem privaten Unternehmen, das sie von der American Financial Group, Eigentümerin der Penn-Central-Nachfolgegesellschaft American Premier Underwriters, gekauft hatte.

### Hoboken-Linien

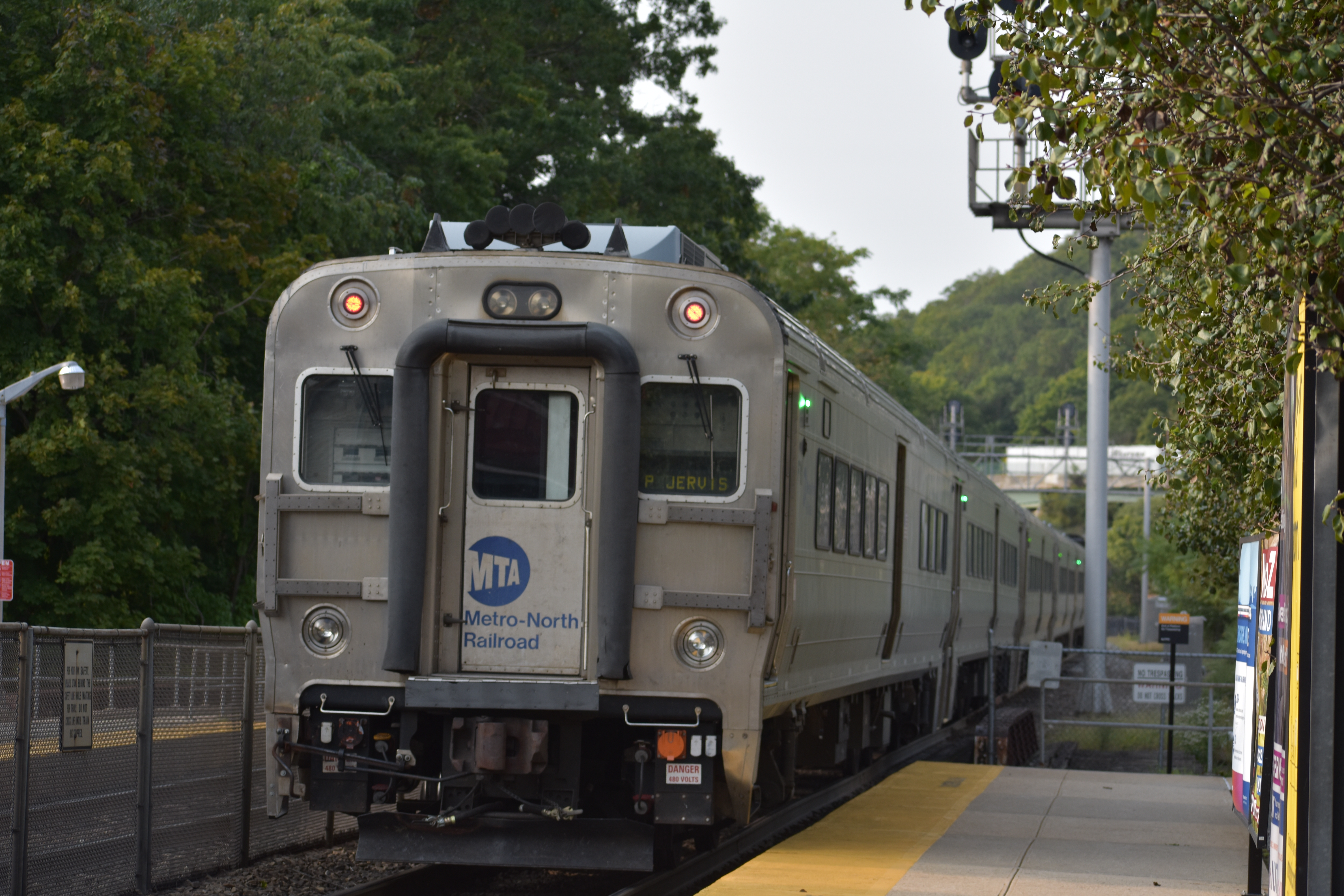
Comet-V-Wagen mit Metro-North-Beschriftung in Suffern (New York) auf der Port-Jervis-Strecke

Vom Bahnhof Hoboken Terminal in New Jersey fahren die Züge der Pascack-Valley-Linie nach Spring Valley (New York) und der Port-Jervis-Linie nach Port Jervis. Beide Linien durchqueren New Jersey und haben die Mehrzahl ihrer Stationen dort, bevor sie New Yorker Staatsgebiet erreichen. Betrieben werden sie von NJ Transit Rail Operations, das mit eigenem Personal und dem gleichen Zugmaterial in den Farben und mit der Beschriftung wie auf anderen Vorortlinien der New Jersey Transit fährt. Metro-North ist dabei Eigentümer eines Teils der Fahrzeuge, was nur an den Fahrzeugnummern bzw. Fahrzeughalterkennzeichnungen (reporting marks) erkennbar ist.
Die im Bundesstaat New Jersey liegenden Strecken der New York Central Railroad wurden von New Jersey Transit übernommen. In New Jersey wird die ehemalige Hauptstrecke der Erie Railroad genutzt, die daher als Main Line oder Hauptlinie bezeichnet wird. Von ihr ist in Bergen County die Bergen-County-Linie, die von einem Teil der Züge der Port-Jervis-Linie befahren wird, abgespalten und verläuft als Umgehungsstrecke, bis sie wieder in die Hauptstrecke einfädelt.
Auch der auf New Yorker Staatsgebiet liegende Abschnitt der Pascack-Valley-Strecke gehört New Jersey Transit. Die Port-Jervis-Strecke auf New Yorker Staatsgebiet von Suffern bis Port Jervis gelangte durch den Verkauf der Conrail in das Eigentum der Frachtgesellschaft Norfolk Southern Railway, die sie an Metro-North verpachtet.

### Sonstige Linien
Eine sechste Linie, die die jüngste und kürzeste ist, wurde in New Jersey 2009 zwischen dem Meadowlands Sports Complex in East Rutherford und dem Umsteigebahnhof Secaucus Junction eingerichtet. Die Betriebszeit auf der eingleisigen Strecke ist auf Veranstaltungen beschränkt. Ein Teil der Fahrten ist über Secaucus Junction hinaus zum Bahnhof Hoboken Terminal durchgebunden.
Bei Sportveranstaltungen im Yankee Stadium in der Bronx halten zusätzliche Züge im Bahnhof Yankees–East 153rd Street.
Metro-North besitzt seit 1994 oder 1995 die ehemals durch einzelne Güterzüge der Housatonic Railroad befahrene Beacon-Linie (Bahnstrecke Beacon–Brewster–Danbury), die die Hudson Line, Harlem Line und Danbury-Zweigstrecke als Ausweichstrecke für Dienstfahrten miteinander verband. Es ist geplant, sie zu einem Bahntrassenradweg umzubauen. Die Housatonic Railroad hat 2023 gegenüber der Regulierungsbehörde Surface Transportation Board darauf verzichtet, ihre Streckennutzungsrechte in Anspruch zu nehmen.

## Rollmaterial
Die Metro-North setzt einen vielfältigen Fahrzeugpark ein. Ein Großteil besteht aus S-Bahn-ähnlichen Triebwagen der Reihen M3, M7 und M8 der Baujahre 1983 bis 2015, die für alle ausschließlich auf den elektrifizierten Abschnitten verkehrenden Züge genutzt werden. Durch Beschaffung der Reihe M9A soll die Reihe M3 in den 2020er Jahren abgelöst werden.
Die Fahrzeuge sind weitgehend mit denen der Long Island Rail Road (LIRR) baugleich, nur bestreichen die Stromabnehmer bei der Metro-North die Stromschienen von unten. Die Einheiten für die New-Haven-Linie sind zusätzlich mit Bügelstromabnehmern auf dem Dach ausgerüstet.
Auf nicht elektrifizierte Strecken übergehende Züge östlich des Hudson werden mit Lokomotiven der Reihen P32-ACDM von General Electric sowie BL20GH von Brookville, remotorisiert zu BL20GHM durch MotivePower/Wabtec, bespannt. Die P32-ACDM sind Zweikraftlokomotiven für Diesel- und elektrischen Betrieb mit Speisung durch eine Stromschiene, die BL20GHM reine Diesellokomotiven, die auch westlich des Hudson eingesetzt werden.
Der Einsatz von EMD FL9, der ersten in größerer Zahl gebauten Zweikraftlokomotiv-Bauart aus den späten 1950er Jahren, endete 2009. Um die Lokomotiven des Typs P32-ACDM abzulösen, wurden im Jahr 2020 bei Siemens Mobility zunächst 27 und im Jahr 2023 sechs zusätzliche Zweikraftlokomotiven des Typs SC-42DM der Plattform Siemens Charger bestellt, die ab 2027 eingesetzt werden sollen. 2025 kam die Bestellung von 13 Zweikraftlokomotiven für Batterie- und Oberleitungsbetrieb auf der in Bau befindlichen Verbindung Penn Station Access dazu.
Für die nicht elektrifizierten äußeren Streckenabschnitte und Zweigstrecken betrieben Metro-North und ConnDOT bis in die 1990er Jahre Budd Rail Diesel Cars und Budd SPV-2000.
Als Reisezugwagen auf den „West of Hudson Services“ kommen Comet-Wagen aller NJ-Transit-Bauarten zum Einsatz, die meistens von Dieselloks der GP-Serie von EMD sowie einigen BL20GH/BL20GHM gezogen werden.
Als Reisezugwagen auf den „East of Hudson Services“ setzt Metro-North Wagen der Typen Comet II und Shoreliner I bis IV ein, die auf vielen Pendlerbahnen im Nordosten in Gebrauch sind. Sie wurden von Bombardier zwischen 1983 und 2002 gebaut.

Triebwagen und lokbespannte Züge der Metro-North
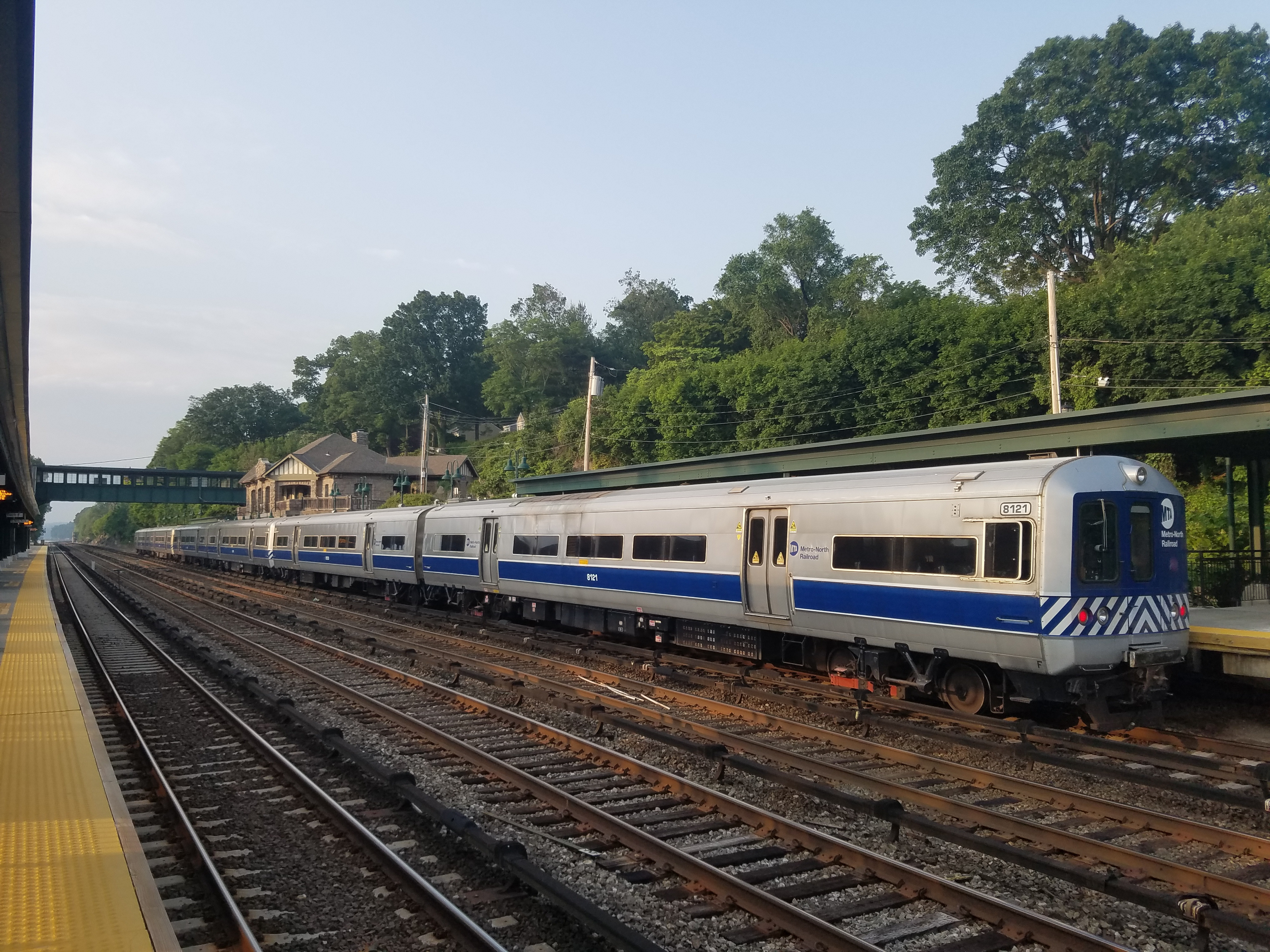
Typ M3 auf der Hudson Line (2022)
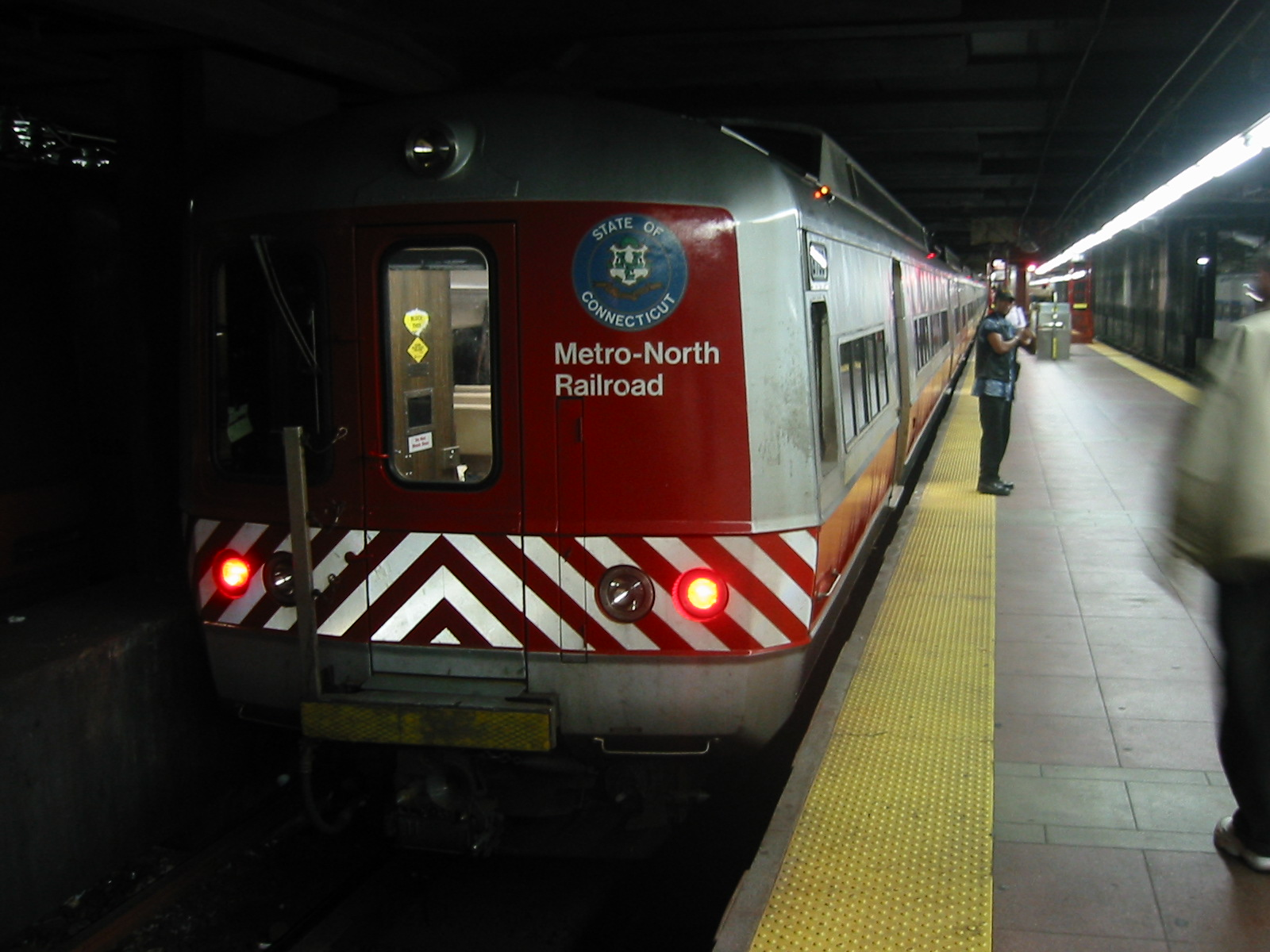
Typ M3 als Zweisystemzug mit roter Farbgebung der New Haven Line (2005)
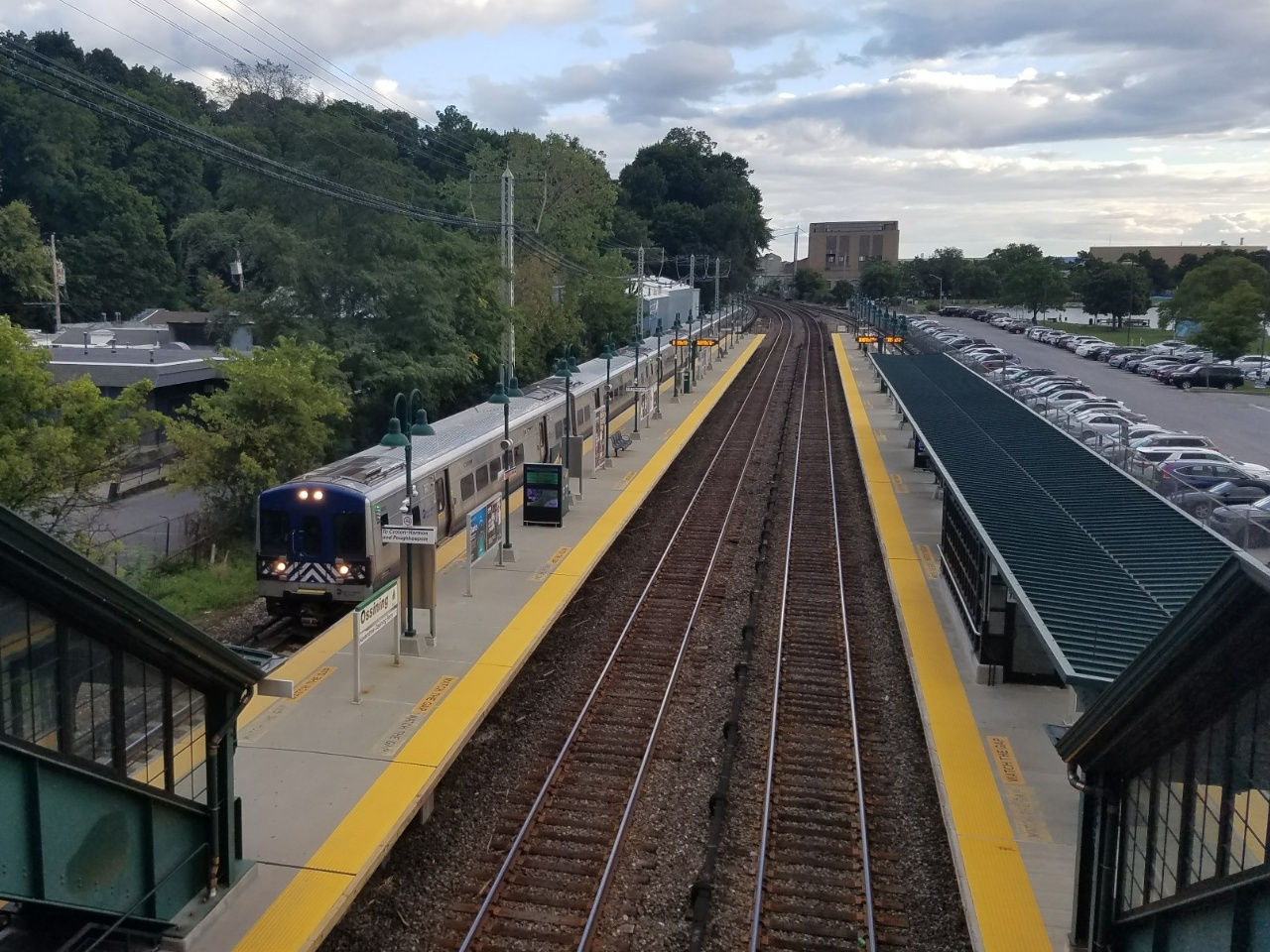
Typ M7 im Bahnhof Ossining auf der Hudson Line (2022)
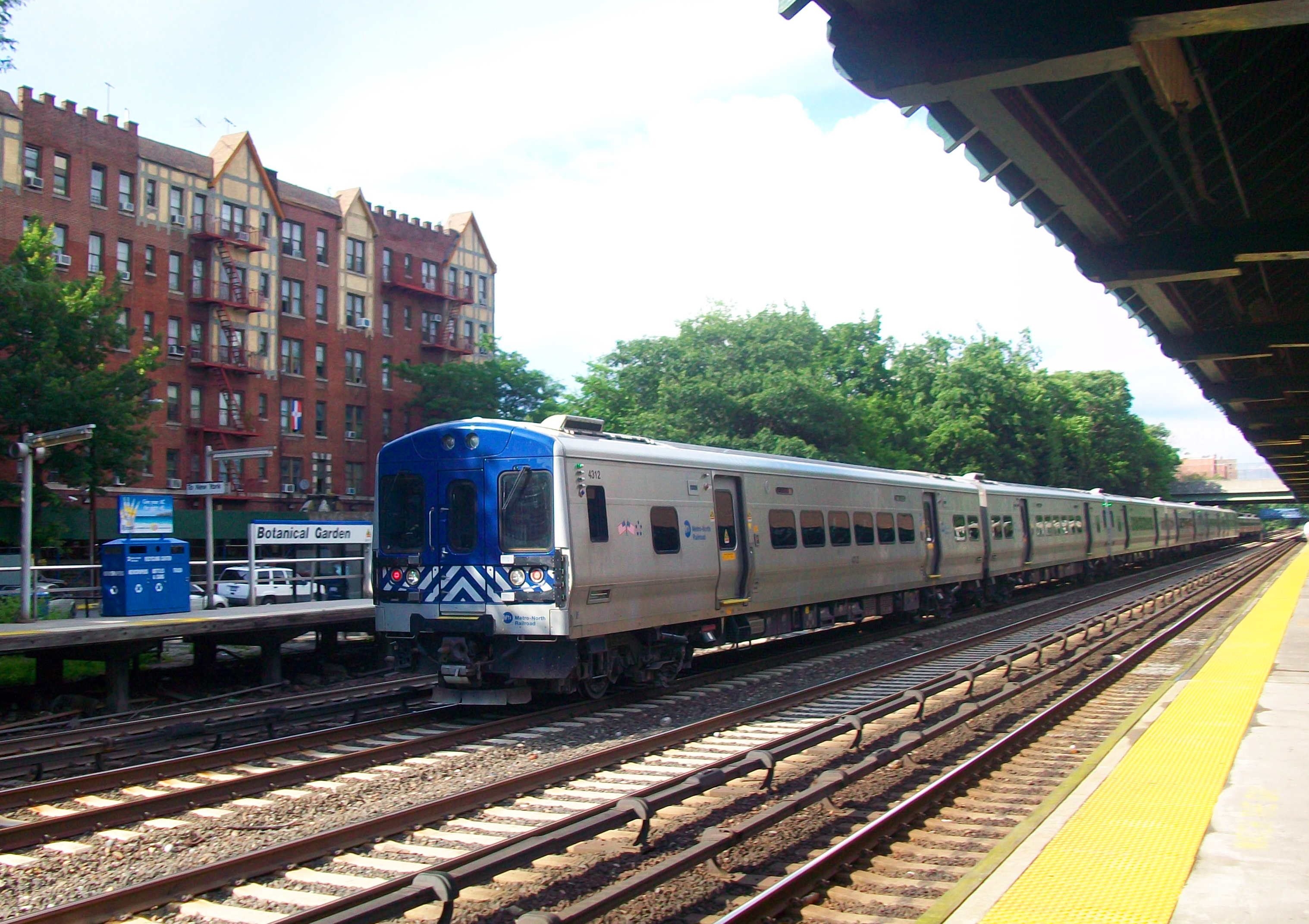
Typ M7A im Bahnhof Botanical Garden in der Bronx (2009)
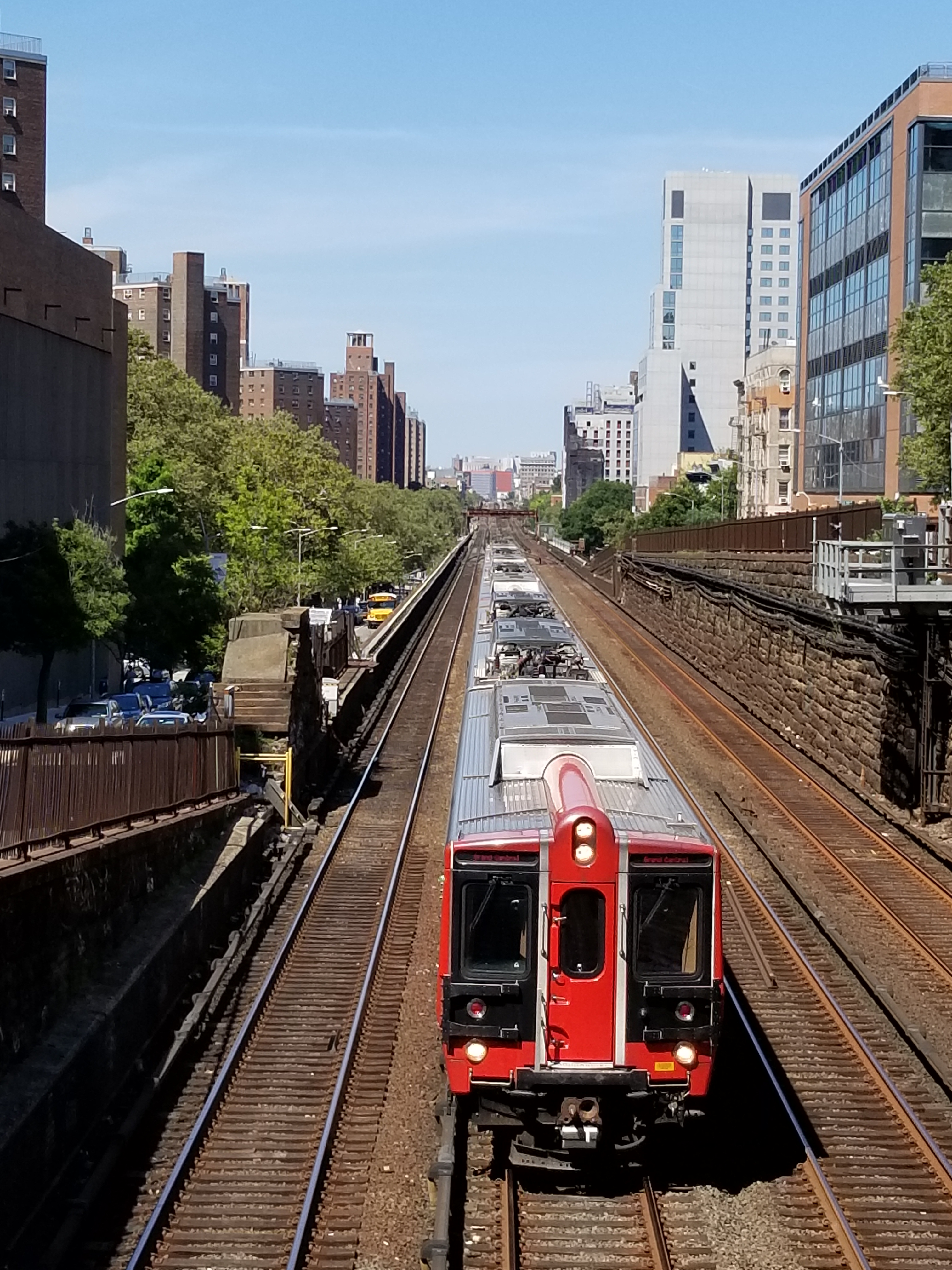
Typ M8 der New Haven Line auf Park-Avenue-Viadukt, Manhattan (2019)
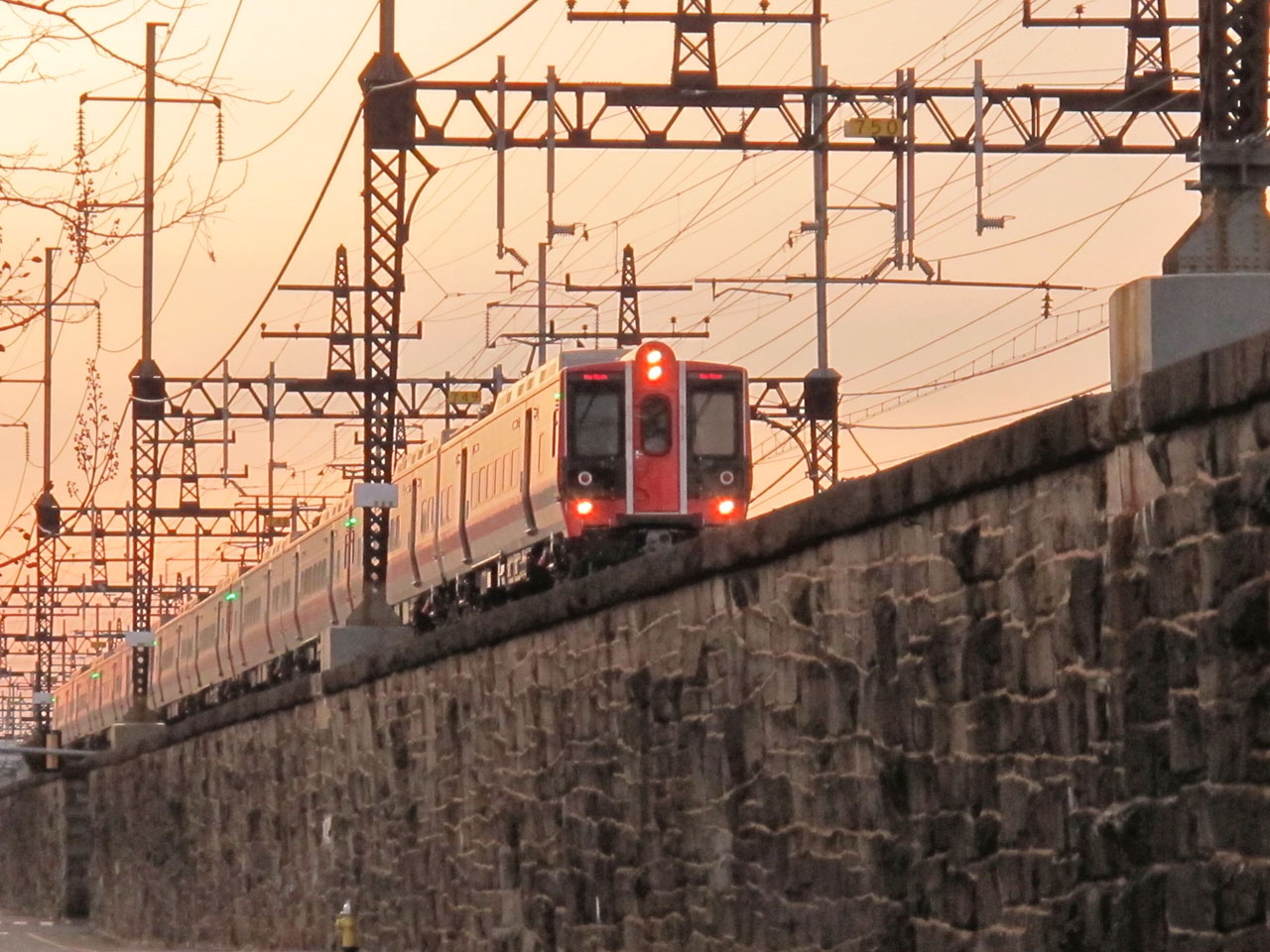
Typ M8 unter Fahrleitung bei Bridgeport (2012)
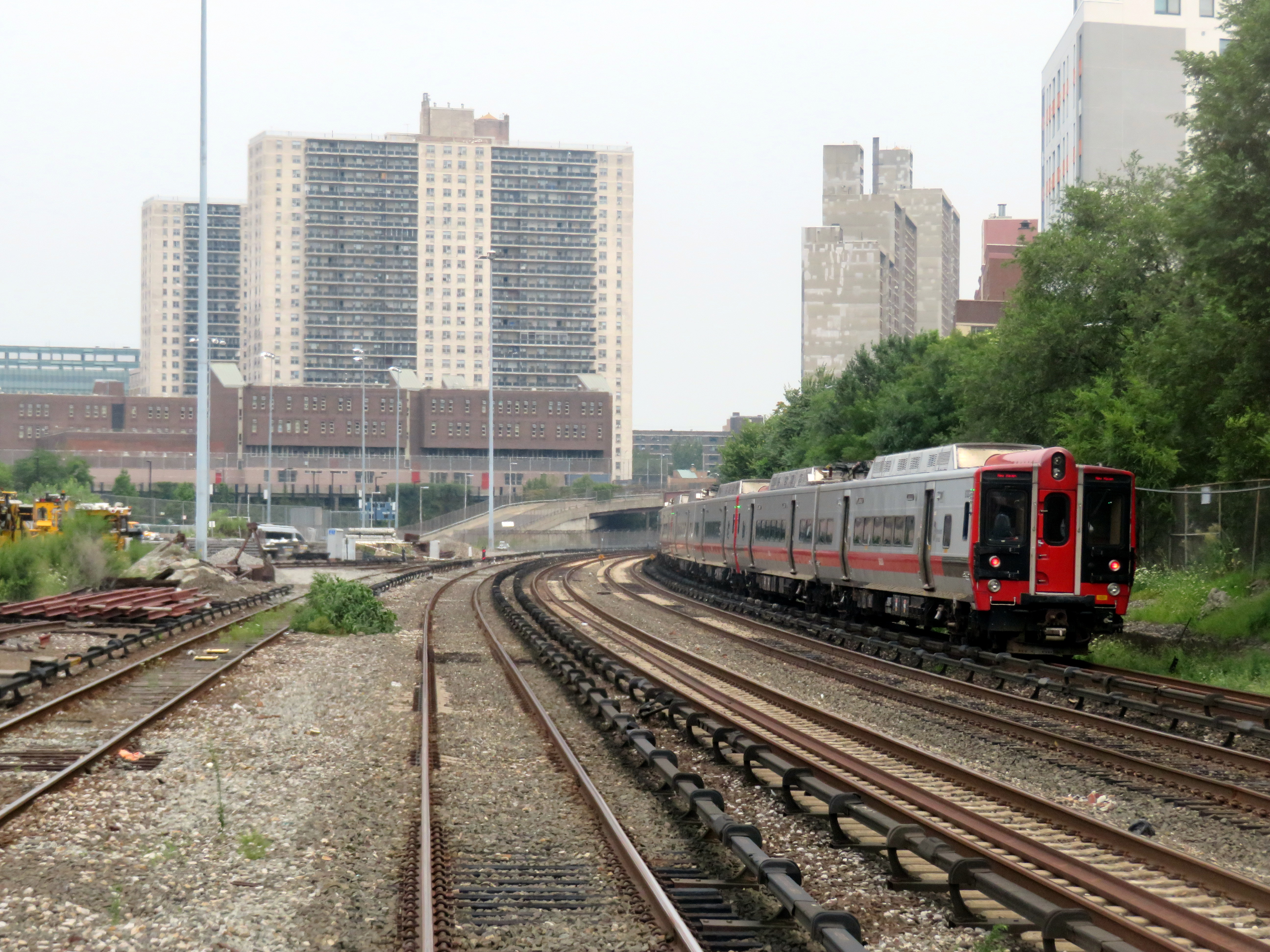
Typ M8 in der Bronx (2019)
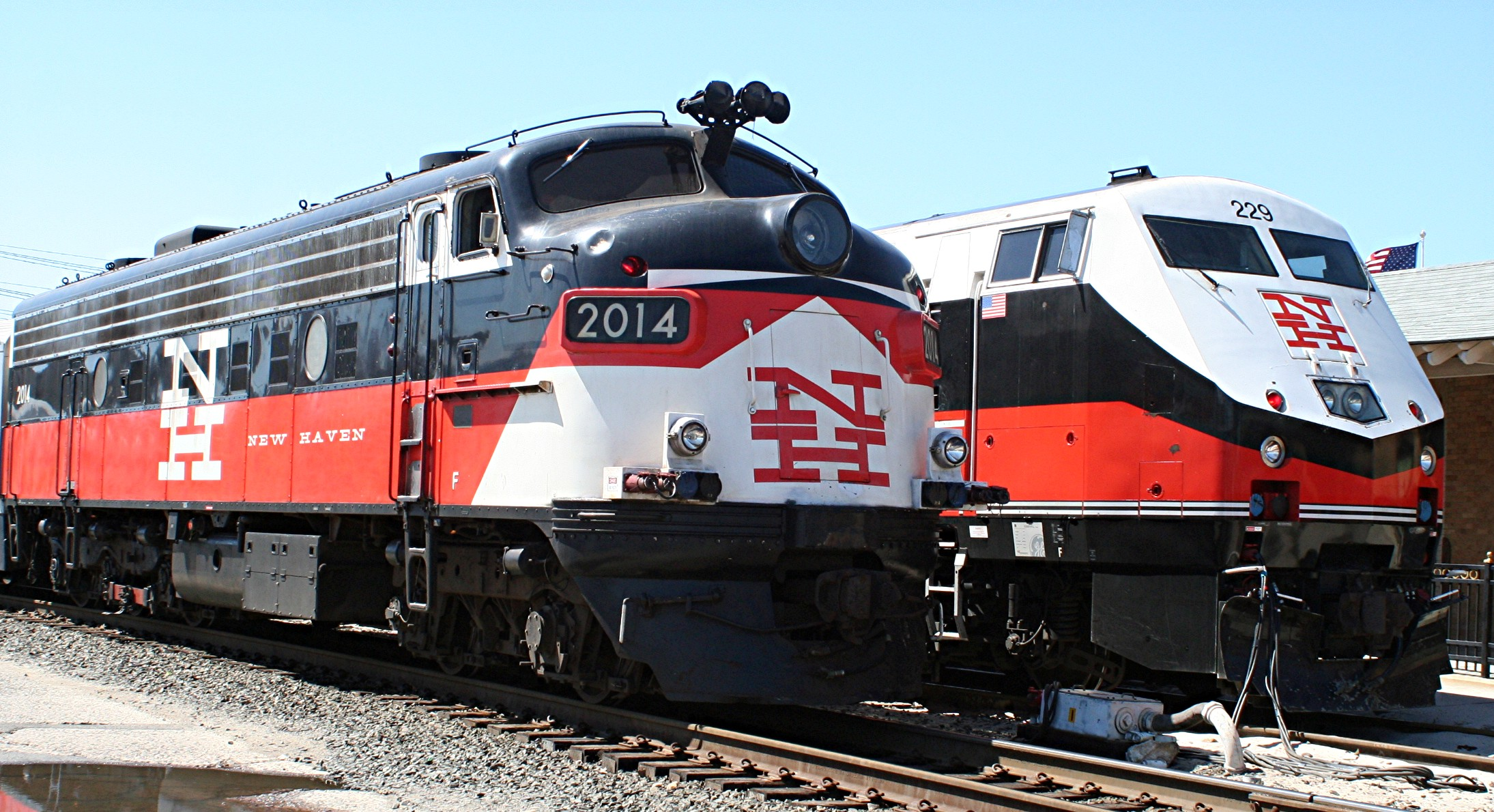
Lokomotiven in New-Haven-Farben: Links EMD FL9, rechts P32AC-DM (2006)
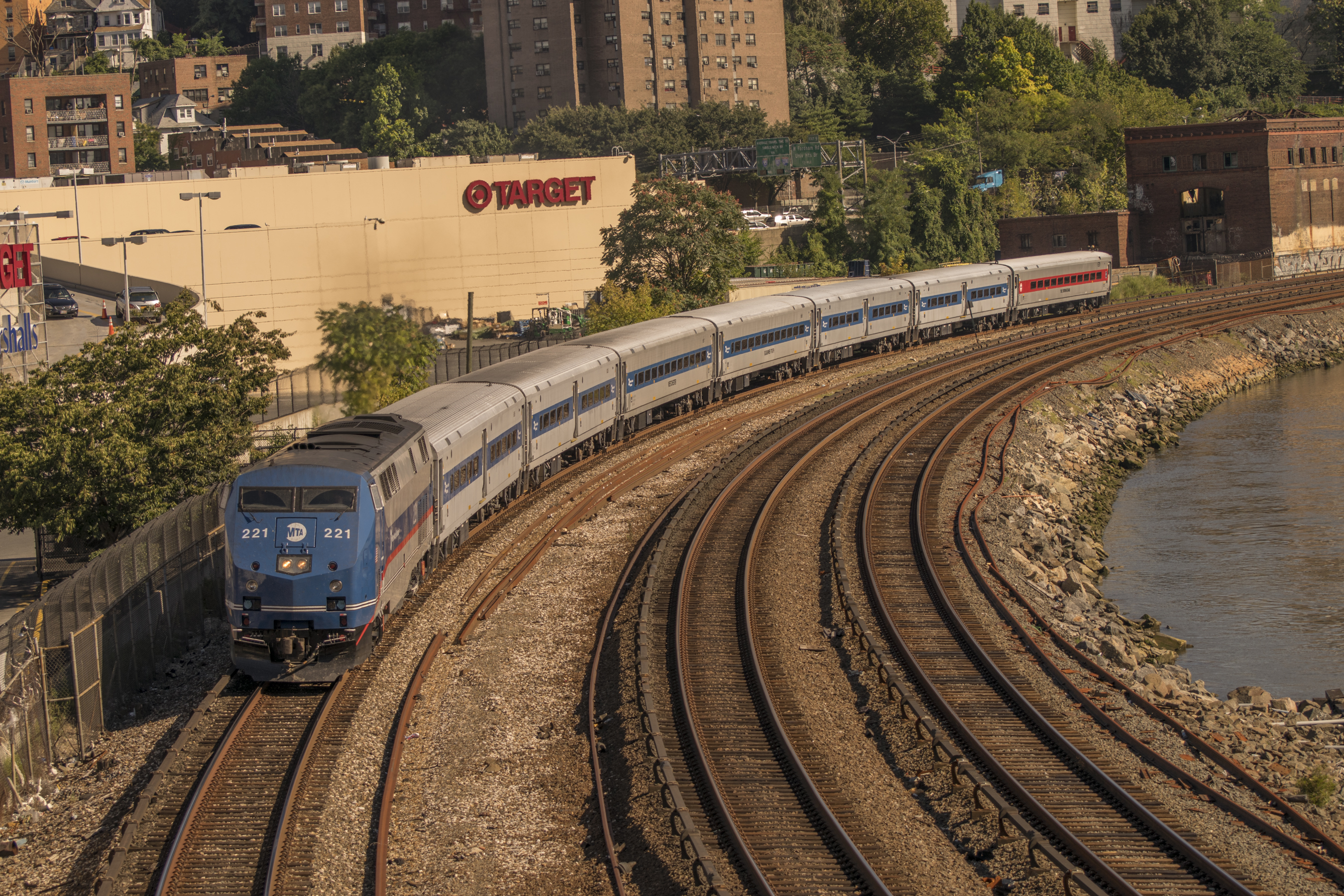
Zug mit P32AC-DM in MTA-Farben auf der Hudson Line (2014)
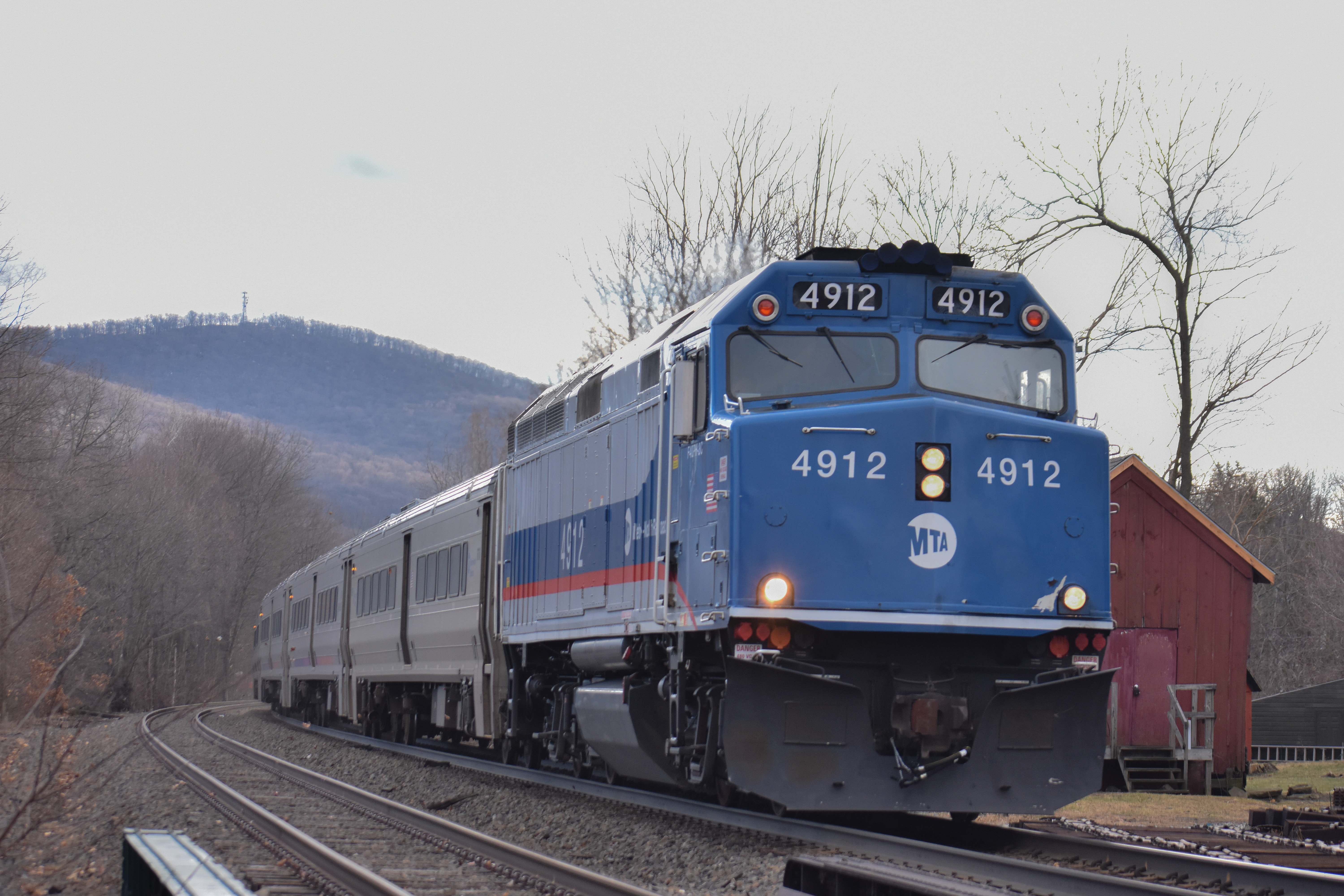
Zug mit F40PH-3C auf der Port Jervis Line (2021)
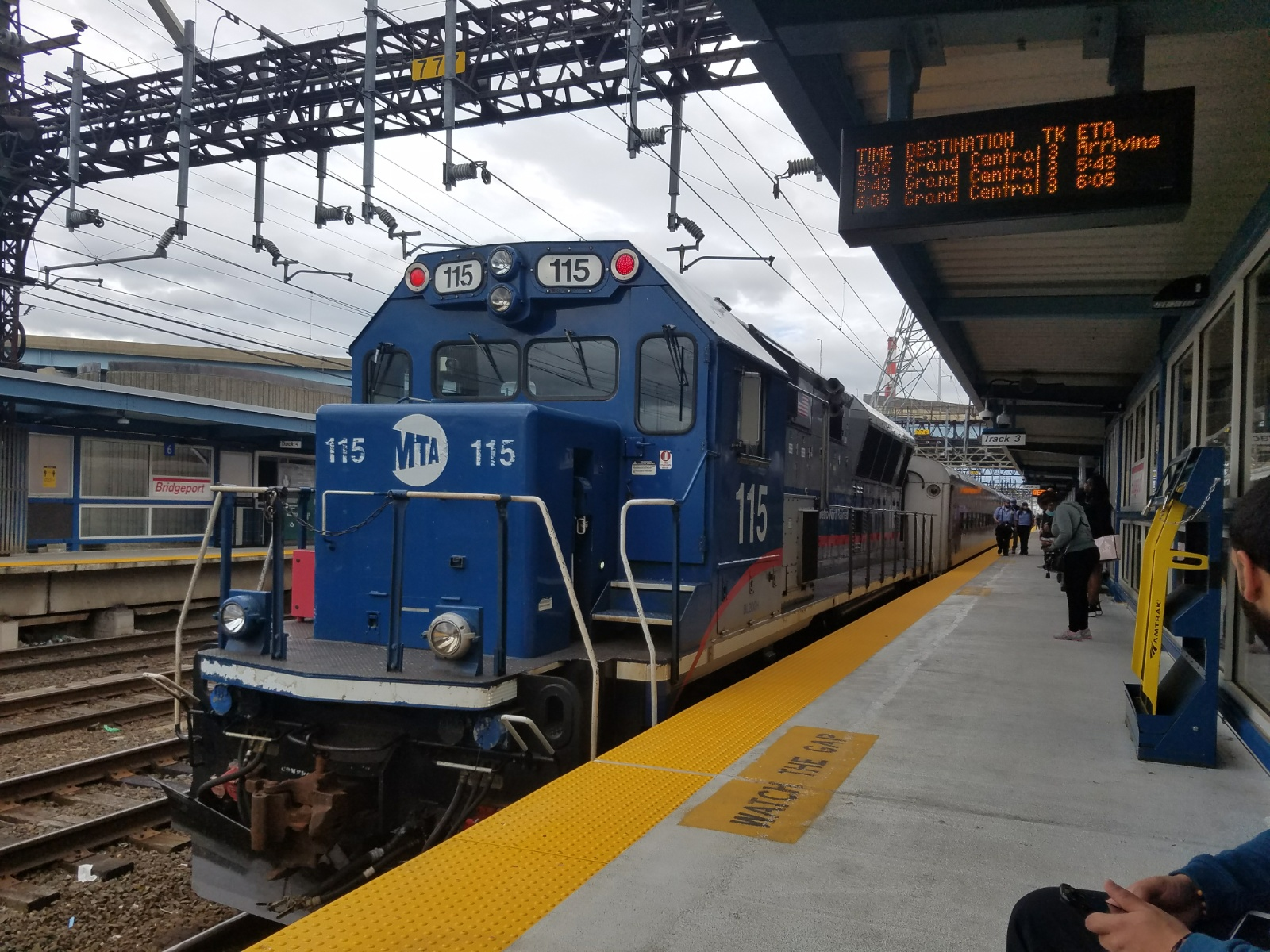
Zug mit BL20GH in Bridgeport (2022)
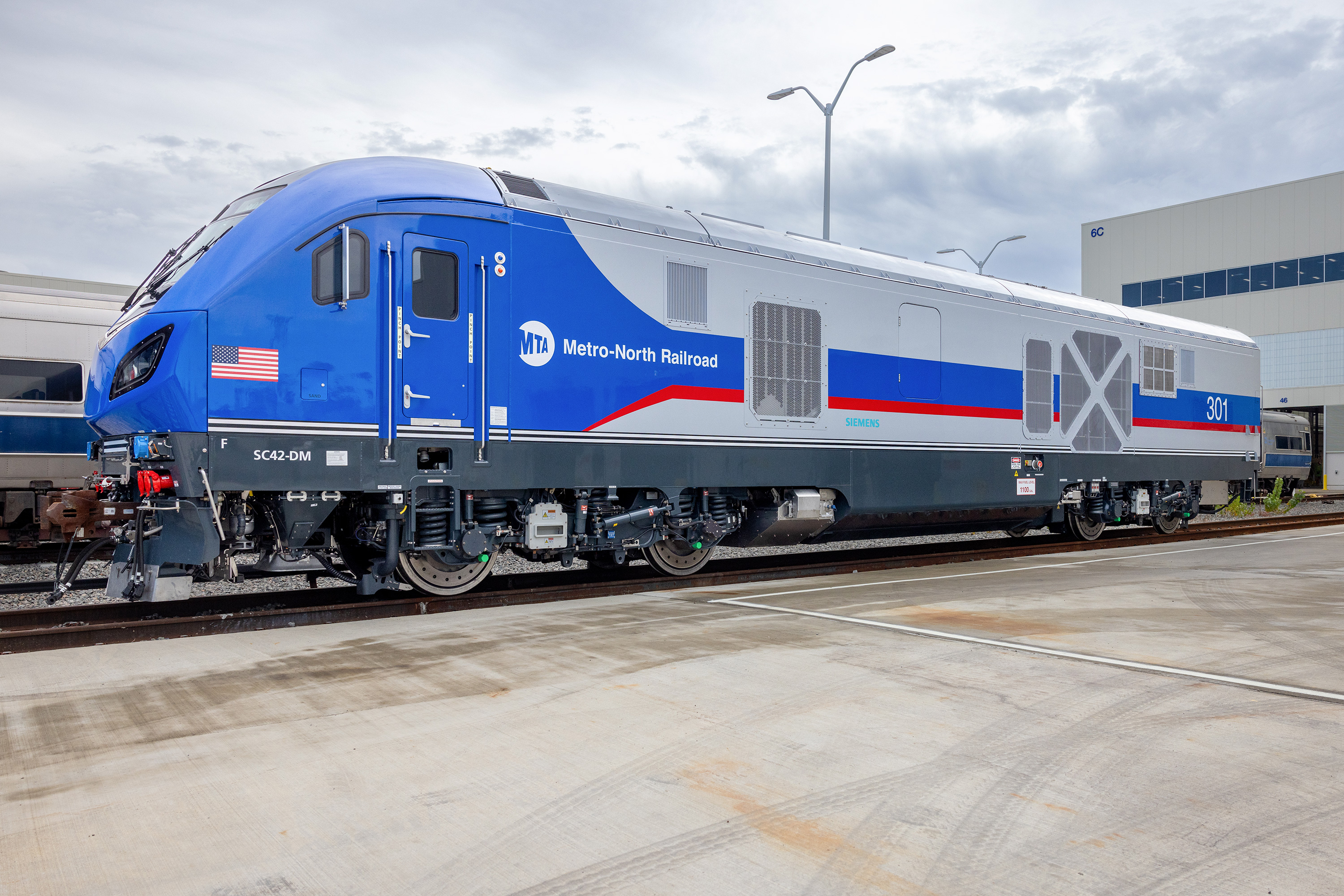
Neu gelieferte SC 42DM (2024)

Im Normalfall sind die Wagen der Metro-North mit einem blauen Fensterband versehen. Ebenso tragen die Lokomotiven einen blauen Grundanstrich in variablen Farben.
Etwa die Hälfte des Fahrzeugparks auf der New-Haven-Linie gehört der Verkehrsbehörde von Connecticut (ConnDOT). Auf der New-Haven-Linie gibt sie das Farbschema von Loks und Wagen vor. Ursprünglich lehnte sich dieses an das aus den 1950er-Jahren stammende McGinnis-Farbschema der New Haven Railroad an; die Wagen zierte wie früher bei den New-Haven–Wagen ein rotes Fensterband. Zur Eröffnung der Hartford Line New Haven–Springfield 2018 führte ConnDOT mit der eigenen Marke CT Rail ein neues Design ein, bei dem der Bezug zum McGinnis-Farbschema weniger deutlich ist. Den gleichen Anstrich trägt auch das Rollmaterial der Shoreline East, das ebenso dem ConnDOT gehört und unter der Marke CT Rail verkehrt.

## Betriebswerke
Die Metro-North Railroad hat mehrere Eisenbahnbetriebswerke, die in der Regel mit Abstellanlagen verbunden sind.
An der Hudson Line:
- Harmon Shop in Croton-on-Hudson ist die größte Betriebswerkstatt[17] und ging aus einer Einrichtung der New York Central Railroad hervor
- Highbridge Yard Maintenance Facility oder Highbridge Car Appearance Shop in der Bronx pflegt die Innenausstattung des Rollmaterials.[18][3]:8

An der Harlem Line:
- Brewster Yard in Brewster[19]
- Southeast Shop in Southeast, wartet Wagen und Lokomotiven der Hudson und Harlem Lines

An der New Haven Line:
- New Haven Yard in New Haven
- North White Plains Shop in White Plains
- Stamford Shop in Stamford[20]

## Kennzahlen
Im Jahr 2021 hatte die Metro-North Railroad 6088 Beschäftigte.:171 Im September 2022 hatte sie 6468 Stellen und 6161 Beschäftigte.:23 Im Januar 2025 gab es 6709 Beschäftigte.:13

## Zukunft

### Penn Station Access

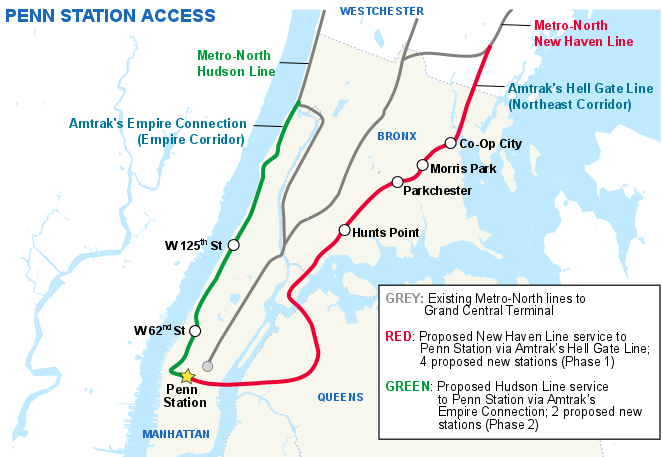
Karte des Projekts Penn Station Access

Im Rahmen des Projekts Penn Station Access baut MTA Construction & Development:6 in den 2020er Jahren eine bestehende Bahnstrecke auf rund 5 km Länge zu einer Verbindung durch die östliche Bronx über den Hell-Gate-Brückenzug nach Midtown Manhattan aus.
Zwischen New Rochelle und New York sollen drei Metro-North-Zugfahrten pro Stunde und Richtung in den bestehenden Fahrplan der New-Haven-Linie und der Long Island Rail Road eingepasst werden. Durch den 2023 eröffneten East Side Access wurden Kapazitäten im Bahnhof New York Pennsylvania Station frei, die auf diese Weise genutzt werden können. Die Planung geht davon aus, dass werktäglich insgesamt 161 Züge von Amtrak und Metro-North die zwei Personenzug-Gleise der Hell-Gate-Brücke befahren könnten. In der Bronx erfolgt der Ausbau der Hell Gate Line (Bahnstrecke New Rochelle Shell Interlocking–Sunnyside Harold Interlocking) auf vier Gleise im Richtungsbetrieb, wobei Amtraks Züge des Nordostkorridors auf den äußeren Gleise durchfahren und Metro-Norths auf den inneren Gleisen an vier neuen Stationen halten sollen: Co-op City, Morris Park, Parkchester und Hunts Point.
Das Projekt wurde 1999 erstmals vorgestellt, die Bauplanung begann 2019, der erste Spatenstich erfolgte im Dezember 2022. Die Bauarbeiten könnten mit Stand 2024 im Jahr 2027 abgeschlossen sein.
In einer zweiten Ausbaustufe könnte die von Amtrak für den Empire Service genutzte Strecke der ehemaligen Hudson River Railroad hinzukommen. Sie führt von der New York Pennsylvania Station unter Hudson Yards und Hell’s Kitchen hindurch, entlang der Westseite Manhattans und dabei durch den „Freedom Tunnel“ unter dem Riverside Park, ehe sie den Spuyten Duyvil Creek quert und bei Spuyten Duyvil auf die Hudson Line der Metro-North trifft.

### Sanierung des Park-Avenue-Viadukts
Der Stahlviadukt entlang der Park Avenue in Upper Manhattan ist 130 Jahre alt und soll von 2023 bis 2027 im Bereich zwischen der 115. und der 132. Straße saniert werden.:26

### Mögliche Fusion
Unter dem Vorsitzenden Peter S. Kalikow wurden ab 2002 verschiedene Beteiligungen der MTA neu geordnet. Der Plan, die MTA-Tochterunternehmen Metro-North Railroad und Long Island Rail Road zur MTA Rail Road zu verschmelzen, wurde nicht umgesetzt. Seit 2022 gibt es eine gemeinsame Mobile App beider Unternehmen für Fahrplanauskunft und Ticketvertrieb.

## Unfälle

### Entgleisung und Kollision 2013 bei Bridgeport

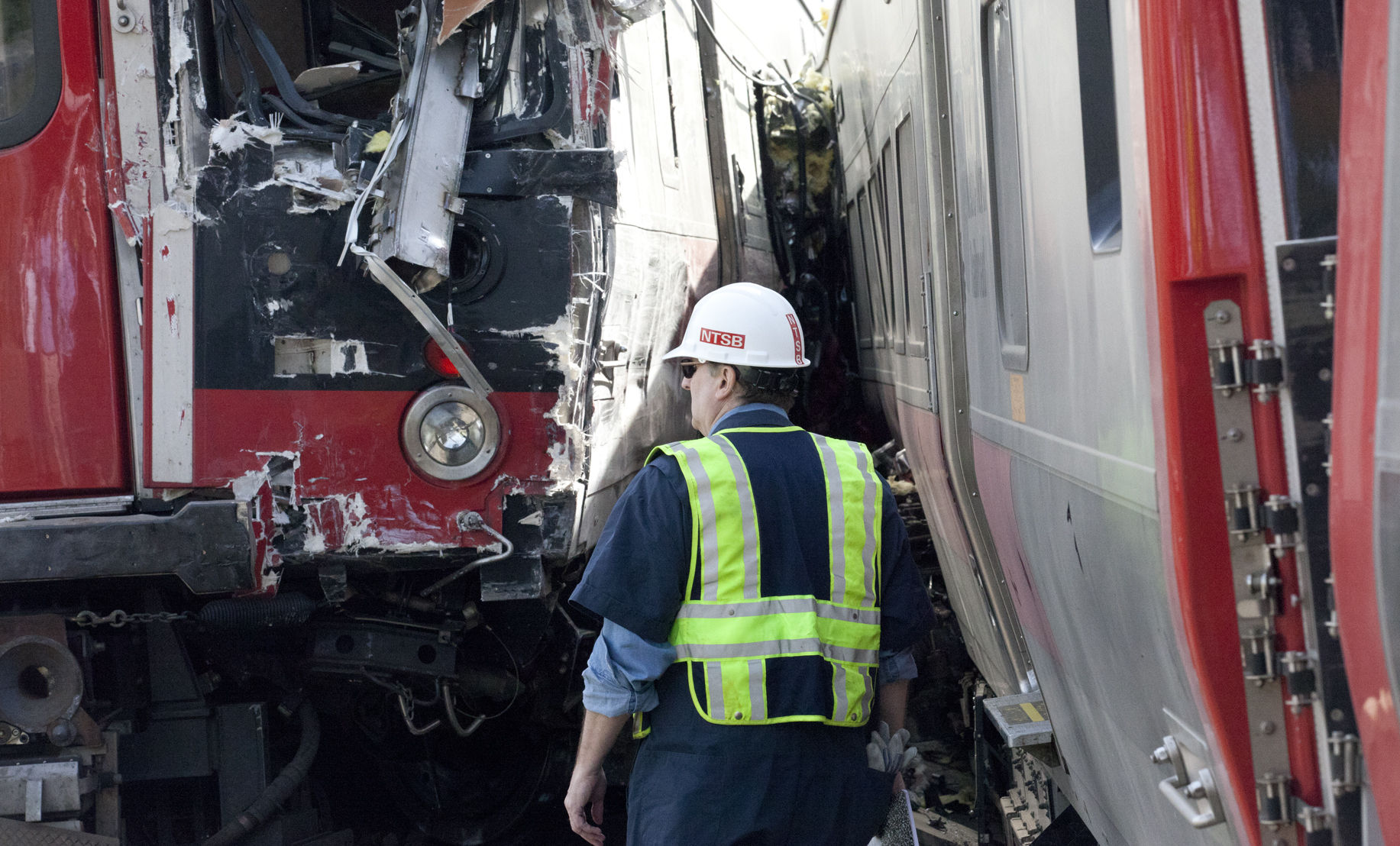
Unfallermittler zwischen den kollidierten Zügen (Mai 2013)

Am 18. Mai 2013 entgleiste auf der New Haven Line in Fairfield an der Grenze zu Bridgeport ein nach New Haven fahrender Triebzug. Zwei seiner Wagen kamen im Lichtraumprofil des Nachbargleises zum Stehen. Augenblicke später, um 18.01 Uhr Ortszeit, kollidierte seitlich der führende Wagen eines in entgegengesetzter Richtung fahrenden Triebzugs. 65 Menschen an Bord beider mit je rund 250 Reisenden besetzen Züge wurden verletzt, davon 12 schwer. Beide Züge gehörten der Metro-North und bestanden aus Triebwagen der Reihe M8.
Als Auslöser der Entgleisung ermittelte das National Transportation Safety Board eine Unterbrechung einer Schiene. An einem schwebenden Schienenstoß waren die am 4. April 2013 eingebauten Laschen durch Materialermüdung gebrochen. Die Kropflaschen unterlagen übermäßiger Belastung und Abnutzung: Sie verbanden unterschiedliche Schienenprofile miteinander und sollten durch ihre Kröpfung die Schienenköpfe auf gleicher Höhe halten. Das Schienenstück mit dem bezogen auf das Metergewicht leichteren Schienenprofil war aber stärker abgenutzt als das mit dem schwereren, so dass an diesem Schienenstoß ein Höhenunterschied von ungefähr 7,6 mm entstanden war. Gemäß den Regularien der Federal Railroad Administration waren aber nur 3,175 mm Abweichung zulässig.:4
Ursache der übermäßigen Belastung wiederum war, dass der Oberbau im Bereich des Schienenstoßes Mängel aufwies. Zwei Tage vor der Entgleisung war bei einer Kontrollfahrt vom benachbarten Gleis aus eine Absenkung („Loch“) in der Bettung registriert worden. Jedoch verschleppte Metro-North die Instandsetzung. Außerdem war es der Metro-North gemäß den Regularien gestattet, Gleise nur per Inaugenscheinnahme von benachbarten Gleisen aus zu kontrollieren, anstatt durch unmittelbare Befahrung oder Begehung. Dies sollte die Aufrechterhaltungen des dicht getakteten Zugverkehrs erleichtern. Die beschädigten Laschen entgingen so der Aufmerksamkeit der Mitarbeiter.

### Entgleisung 2013 bei Spuyten Duyvil

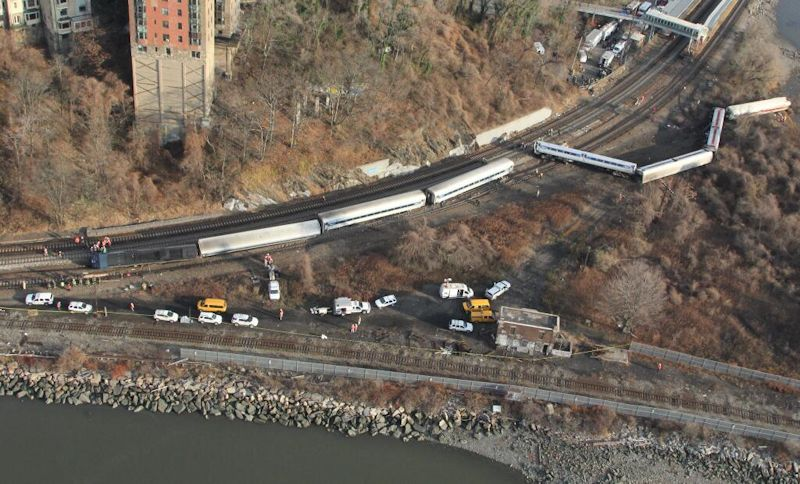
Der entgleiste Zug fuhr in Richtung des Bahnhofs Spuyten Duyvil, rechts oben im Bild. Unten Hudson River und Gleis der Hudson River Railroad. (Dezember 2013)

Am 1. Dezember 2013, einem Sonntag, entgleiste um 7.20 Uhr Ortszeit ein Zug der Hudson Line kurz vor dem Bahnhof Spuyten Duyvil in der Bronx. Dabei wurden vier der rund 115 Reisenden getötet und 63 teilweise schwer verletzt. Der Zug von Poughkeepsie nach New York City war mit 132 km/h in den Gleisbogen vor dem Bahnhof eingefahren, für den streckenseitig eine Beschränkung der Höchstgeschwindigkeit auf 48 km/h galt.
Die Unfallursachenermittlung ergab, dass Geschwindigkeitsüberschreitungen bei Zügen der Metro-North nicht unüblich waren. Der Triebfahrzeugführer litt überdies an Schlafmangel: Ein nicht diagnostiziertes Schlafapnoe-Syndrom und eine Umstellung des Schlaf-Wach-Rhythmus aufgrund veränderter Arbeitszeiten führten dazu, dass er im Dienst einschlief. Metro-North hatte die nicht erfolgte Gesundheitsheitsüberprüfung ebenso zu verantworten wie das Fehlen von organisatorischen Maßnahmen und einer streckenseitigen Zugbeeinflussung, die überhöhte Geschwindigkeiten erkennen sowie den Zug vor der Gefahrenstelle hätte zwangsbremsen können.

### Zusammenprall auf Bahnübergang 2015 in Valhalla

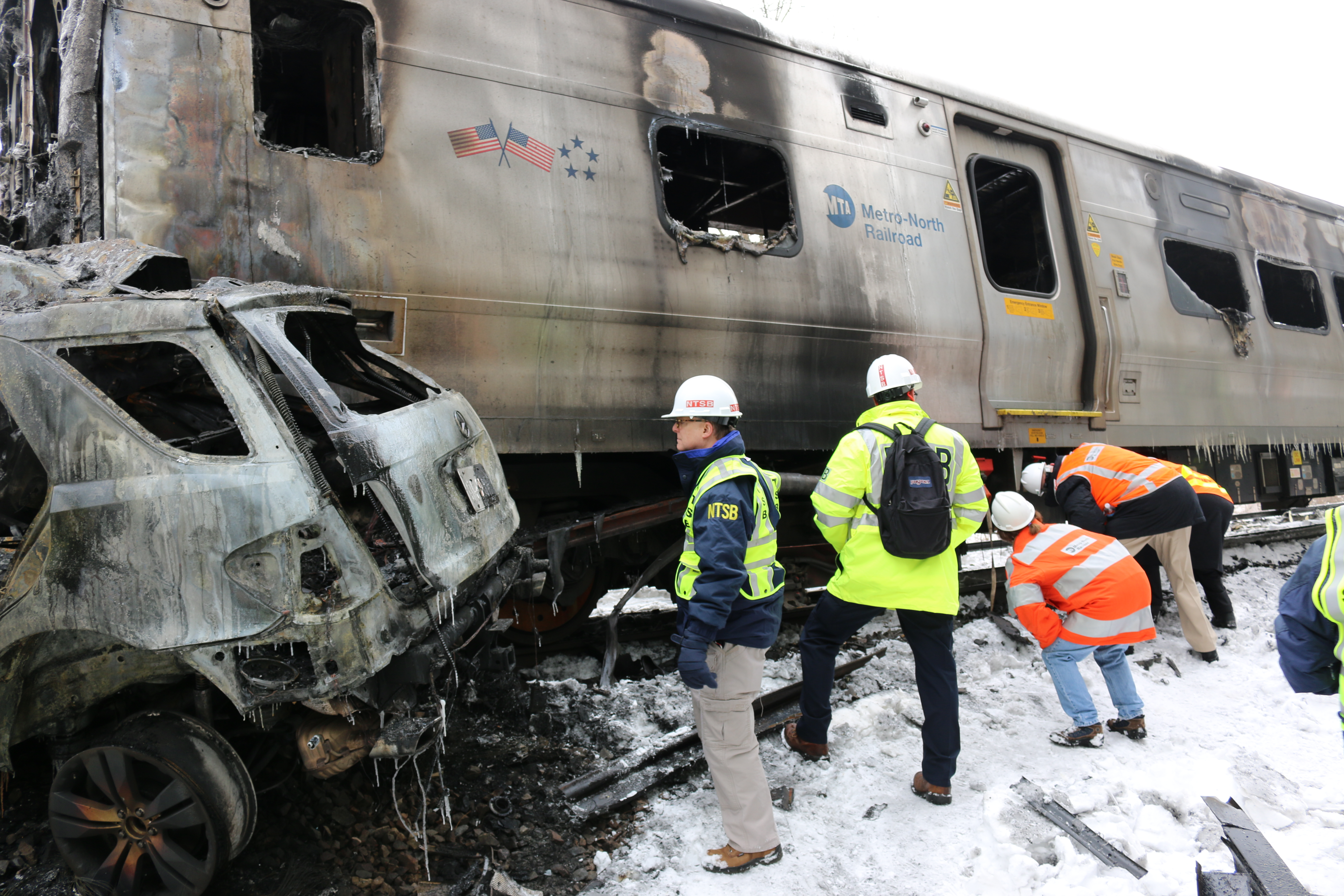
Unfallermittler am ausgebrannten Auto und Triebwagen in Valhalla. (Februar 2015)

Am 3. Februar 2015 fuhr ein Zug der Harlem Line um 18.26 Uhr in Valhalla gegen eine Geländelimousine, die auf einem Bahnübergang stand. Fünf Reisende sowie die Fahrerin der Limousine starben, sechs Reisende wurden schwer verletzt.:37
Der Zug und das Wrack der Limousine kamen durch Schnellbremsung 200 Meter hinter dem Bahnübergang zum Stehen. Auf dem Weg bohrte sich die seitliche Stromschiene durch den Kraftstofftank der Limousine und in den Zug, wo sich über 100 Meter der Stromschiene in zehn einzelnen Segmenten im Fahrgastraum des führenden Triebwagens stapelten.:10,40 Funken und austretender Kraftstoff führten zum Vollbrand der Limousine, des Fahrerabteils und Fahrgastraums.:64
Der Zug hatte New Yorks Grand Central Terminal um 17.44 Uhr verlassen und befand sich auf dem Weg nach Southeast. Er bestand aus Triebwagen des Typs M7. Es befanden sich geschätzte 645 Reisende an Bord, von denen ungefähr 20 im führenden Triebwagen saßen.:10,37 Der erste fahrplanmäßige Halt des Expresszuges wäre in Chappaqua, der vierten Station nördlich von Valhalla, gewesen.:29